# 38 î.Hr.

## Nașteri
- 30 octombrie: Iulia Caesaris filia fiica împăratului Augustus (d. 14)